# Jessica Drew
Jessica Miriam Drew, è un personaggio immaginario dei fumetti pubblicato negli Stati Uniti d'America dalla Marvel Comics; creato da Archie Goodwin e dal disegnatore Sal Buscema nel 1977, è stato il primo a personificare la supereroina Donna Ragno. Esordì nella serie a fumetti Marvel Spotlight (vol. 1) n. 32. Ha fatto anche parte del gruppo dei Nuovi Vendicatori.

## Biografia del personaggio
Da bambina crebbe coi genitori nella piccola nazione balcanica della Transia; il genetista Herbert Edgar Wyndham - che in seguito sarebbe divenuto noto come Alto Evoluzionario - scienziato visionario e abilissimo, manipolato a sua insaputa da personaggi come Sinistro, si mise in affari con Jonathon Drew, padre di Jessica per fondare la "cittadella della scienza" per continuare i propri esperimenti sui terreni che la moglie aveva ereditato e dove venne scoperto l'uranio. Le radiazioni derivanti dall'uranio portarono Jessica in fin di vita. Il padre, disperato, le iniettò un siero sperimentale basato sul sangue di un ragno radioattivo e, con l'aiuto di Wyndham, venne posta in un acceleratore genetico, dove l'invecchiamento e la degenerazione erano molto più lenti. Nel giro di pochi mesi, Jonathon perse anche la moglie e, distrutto, emigrò in America, lasciando Jessica nelle mani di Wyndham e della Bova. Dall'acceleratore Jessica uscì solo decenni dopo, dimostrando un'età apparente di diciassette anni.
Nella miniserie Spider-Woman: Origin (2005 - scritta da Brian Reed e Brian Michael Bendis), viene rivisitata l'intera evoluzione del personaggio, compresa l'origine e il coinvolgimento di personaggi chiave quali l'Alto Evoluzionario, inserendo numerose e poco conciliabili contraddizioni con la storia nota sino a quel momento. In questa versione i genitori lavoravano per l'HYDRA quando il loro esperimento fallì trasmettendo il DNA di un ragno nella pancia della futura madre di Jessica quando era incinta; dopo il parto, il padre, impazzito, continuò a iniettare DNA del ragno nella neonata Jessica; quando la madre lo scoprì si scontrò col marito e Jessica scatenò contro il padre il suo pungiglione finendo in coma per molti anni; quando Jessica si risvegliò, il generale Wyndham della HYDRA ne modificò i ricordi per poterla controllare e quindi venne reclutata e addestrata dall'HYDRA. A seguito del rapimento di un agente dell'HYDRA dallo S.H.I.E.L.D., Jessica andò alla sua ricerca e si scontrò con Nick Fury che si accorse che Jessica era solo una ragazza e le diede il suo aiuto per sconfiggere l'organizzazione. Jessica si trasferì quindi a Los Angeles e iniziò una vita come supereroe incontrando eroi come l'Uomo Ragno, Wolverine e i Vendicatori e affrontando un'insolita schiera di criminali. I poteri di Jessica scemarono dopo che lei usò tutto il suo pungiglione per sconfiggere Morgana e sacrificò la sua immunità per salvare Hank Pym. Dopo un periodo disastroso venne contattata dall'HYDRA che le propose di fare la spia nello S.H.I.E.L.D. in cambio dei suoi poteri. Jessica, disperata, contattò Nick Fury che le consigliò di accettare e fare da spia doppiogiochista per lo S.H.I.E.L.D. Dopo aver subito un'operazione di sei mesi Jessica ritornò a essere la Donna Ragno. Jessica accompagnò Devil, Luke Cage e Frankin Nelson al Raft, una prigione per supercriminali, quando Electro scatenò un'evasione di massa. Assieme a Devil, Capitan America, Uomo Ragno, Luke Cage e Iron Man, combatté gli evasi fino all'arrivo dello S.H.I.E.L.D. Più tardi venne contattata per entrare a far parte dei Nuovi Vendicatori; costretta dall'HYDRA ad accettare per avere una spia nel gruppo, assieme a loro andò in Giappone dove si scontrò con Madame Hydra e venne tradita dal suo tentativo di liberare il suo capo. Capitan America la costrinse a rivelare la verità e lei confessò, rivelando parte del suo doppio gioco per conto di Fury. In seguito Jessica aiutò i Vendicatori ad affrontare il Collettivo.
Nel corso di Civil War Tony Stark rivela a Maria Hill il triplo gioco che Jessica faceva per l'HYDRA. Braccata dagli agenti S.H.I.E.L.D, Jessica non avrà altra scelta che unirsi alla resistenza di Capitan America.
In seguito alla morte di Capitan America, Jessica decide di restare con i Vendicatori e insieme a loro va in Giappone per salvare Maya Lopez da Elektra, ora signora della Mano, una setta di ninja assassini. Durante il salvataggio Elektra viene uccisa ma si rivela essere una Skrull. Jessica propone allora di portarne il cadavere da Iron Man ma Occhio di Falco, Wolverine e Luke Cage sono contrari non fidandosi di colui che li ha delusi e traditi. Improvvisamente, a causa di un calo di energia, l'aereo che li sta trasportando precipita; Jessica si mette in salvo volando fuori dallo sportello e, una volta a terra, raccoglie tra le macerie il corpo alieno, decisa a portarlo da Stark: tradisce così il suo gruppo confermando i sospetti di Wolverine. Dopo che Jessica gli ha portato il cadavere alieno, Stark ha deciso di aggregarla ai Potenti Vendicatori, nonostante i pareri contrari di Natasha Romanoff (la Vedova Nera II) e Janet van Dyne (Wasp) e le titubanze di Carol Danvers (Ms. Marvel), dovute alla sua naturale propensione a fare il doppio gioco.

## Saghe

### Secret Invasion
Durante il crossover Secret Invasion si scoprì che la regina Veranke, una skrull infiltrata, aveva preso il posto della Donna Ragno, affinché potesse recare il maggior numero di danni alla comunità dei supereroi terrestri, dato che la sua posizione consentiva di riferire all'impero Skrull informazioni riguardanti lo S.H.I.E.L.D, Fury, i Nuovi Vendicatori e l'organizzazione terroristica HYDRA. La vera Jessica Drew era stata sostituita e imprigionata ancora prima della formazione dei Nuovi Vendicatori, dato che a catturarla furono degli Skrull che impersonavano gli scienziati dell'HYDRA addetti a restituirle i poteri.

### Dark Reign e Agente dello S.W.O.R.D.
Al ritorno sulla terra, Jessica, non avendo un posto dove andare, accetta la proposta di Wolverine di unirsi ai Nuovi Vendicatori. Poco tempo dopo, Jessica viene contattata da Abigail Brand che le propone di unirsi allo S.W.O.R.D., un'agenzia segreta che si occupa di minacce extraterrestri: il compito della Donna Ragno è quello di rintracciare gli Skrull rimasti sulla terra ed eliminarli. Jessica accetta e una volta a Madripoor risolve il suo primo incarico: lì infatti ritrova il compagno Vendicatore Uomo Ragno; la cosa insospettisce Jessica, che lo attacca scoprendo che si tratta di uno Skrull. Successivamente, Jessica viene arrestata e quando riesce a evadere, si ritrova faccia a faccia con Viper.

### Ragnoverso
Jessica si unisce all'esercito di ragni per combattere gli Eredi (Morlun e i suoi parenti) al fianco dell'Uomo Ragno, Spiderman 2099, Spider-Girl, Kaine e Silk. Quando l'esercito di Peter e quello di Otto Octavius si incontrano e attirano l'attenzione degli eredi, Spider-Woman fugge con Silk e Spider-Man Noir. Successivamente viene mandata da Spider-Man a raccogliere ulteriori informazioni sugli Eredi. Dopo la battaglia con gli eredi, Jessica decise di lasciare i Vendicatori e iniziare una nuova vita come supereroe solitario. Collabora con Ben Urich e col criminale redento Roger Goldking/Porcospino.

### Secret Wars
Sapendo che l'universo sarebbe finito, Mister Fantastic e la Donna invisibile scelsero Jessica e Vedova Nera per pilotare una Nave Spaziale che conteneva alcuni individui selezionati per far proseguire la razza umana sfuggendo alla distruzione dell'universo. La loro nave fu abbattuta e le due morirono con i loro passeggeri. Alla restaurazione dell'universo questi eventi vengono annullati.

### Gravidanza e maternità
L'anno successivo, Jessica rimase incinta per inseminazione artificiale, ma continuò la sua vita come detective privata, e quando la sua gravidanza le impose il riposo lasciò Ben Urich e il Porcospino a sostituirla. Su consiglio di Capitan Marvel per partorire si reca in un ospedale alieno che però viene attaccato da dei soldati Skrull. Riesce comunque a risolvere la situazione prima di partorire un maschietto, che chiama Gerald "Gerry" Drew e che sembra ereditare i poteri della madre. Inizia una relazione con il Porcospino.

## Poteri e abilità
Può emettere scariche elettriche dalle mani, ha una resistenza e una forza fisica sovrumana. Può controllare l'emissione dei suoi feromoni e ampliarne gli effetti, attraendo così a sé gli uomini e repellendo le donne; ha anche la capacità di aderire alle pareti. Grazie al un costume della HYDRA, è capace di volare. È stata addestrata sia dall'HYDRA che dallo S.H.I.E.L.D. nelle arti marziali e nello spionaggio, diventando un'esperta combattente nel corpo a corpo, di cui è una campionessa in sette discipline di arti marziali.

## Altre versioni
Ultimate Jessica Drew: nell'universo Ultimate Jessica Drew è un clone femmina di Peter Parker creata dal Dottor Octopus; dopo la Saga del clone, Jessica accetta la sua identità, entra in clandestinità e comincia la sua vita da vigilante, affrontando criminali come le Bombshell e l'Avvoltoio. In seguito, comincia una relazione con Johnny Storm, divenuto ora nipote di May Parker e cugino adottivo di Peter; in questa versione ha un ruolo importante nella nascita del nuovo Spider-Man Ultimate Miles Morales consegnandogli anche il nuovo costume.

## Altri media

### Cinema
- Spider-Man: Across the Spider-Verse (2023)

### Televisione
- Spider-Woman (1979), in cui la storia diverge molto dai fumetti.
- Marvel Super Heroes: What the--?! (2009).

### Videogiochi
- Jessica Drew appare come personaggio giocabile in Marvel: La Grande Alleanza (2006).
- Jessica Drew appare in Marvel: La Grande Alleanza 2 (2009).
- Jessica Drew appare in LEGO Marvel Super Heroes (2013).
- Jessica Drew appare in LEGO Marvel Super Heroes 2 (2017).